# Поткрепљење
Поткрепљење је ојачавање, учвршћивање или осигуравање онога што је научено помоћу одређеног аранжирања неких дражи или стања. У класичном условљавању, процес појачавања везе између условне дражи и условног одговора. У оперантном условљавању или инструменталном учењу, процес појачавања неког пожељног инструменталног или оперантног одговора, помоћу неке задовољавајуће последице тог одговора (задовољење мотива, награда), односно слабљења и инхибирања непожељног одговора помоћу непријатних последица (казна).